# Йосифова афера
Йосифовата афера е провал на Вътрешната македоно-одринска революционна организация в Битолския революционен окръг от февруари 1902 година, при който е разкрит важен канал за пренос на оръжие и са арестувани много легални дейци на организацията.
Начало на разкритията започват в село Егри като при битов скандал е издаден дееца на ВМОРО от селото Насте. Той от своя страна издава Йосиф Петков от Жабени, който е задържан в Битоля и започва да издава тайните на организацията. Турските власти изчакват няколко седмици започват да арестуват главните дейци на ВМОРО. След 19 февруари 1902 година са арестувани Георги Попхристов и Георги Пешков, а също и куриера Никола (Кольо) Влаха от Крушево, който от своя страна издава познатите му участници в крушевския революционен район. Йосиф Петков предава и куриерите Тале, Дзоле и Димитър от Попължани, които от своя страна издават дейци на Леринския революционен район. В Битоля още са арестувани Кочо Песнаджиев и Михаил Чеков, а в Лерин Андрей Кожухаров и Михаил Николов, а също и братята Яне, Никола и Йоше Скаеви, Филип Терзиев от Градешница, Христо Карафилов от Барешани и Никола Кусото.
Аферата засяга 9 села в Битолско и 8 в Леринско. Само от Прилепската околия са арестувани 96 души. Всички те са съдени и осъдени на различни присъди, но след Пъдарските реформи са амнистирани на 22 февруари 1903 година. Над 70 души са изтезавани. Заловени са и пушки. Осъдени на смърт са поп Стефан Скендеров, Михаил Николов, Андрей Николов, Георги Пешков и кметът на Хасаново Петко Трайчев. Петнадесет души са осъдени на 5 години крепостен затвор, а Петър Николов Робев, син на Никола Робев и Димуш Търпенов са оправдани. По пет години получават и трима души съдени задочно.
През Гърция за вътрешността на Битолско е устроен таен канал за пренос на оръжие прекупувано от призренски албанци търговци. Дневно в село Поешево се складират или преразпределят за Битолско, Крушовско и Прилепско по 100 – 200 пушки и боеприпаси за тях. Местният ръководител Тодор Златков укрива част от оръжието и преминава в нелегалност заедно с Георги Сугарев.